# Du boudoir au trottoir
 Pour plus de détails, voir Fiche technique et Distribution
Du boudoir au trottoir est un film pornographique français de Michel Ricaud sorti sur les écrans en 1988.

## Synopsis
Le propriétaire d'une galerie d'art engage un détective privé afin qu'il enquête discrètement sur ses deux employées qu'il soupçonne de le voler. Le détective découvre rapidement que les deux jeunes femmes mènent une double vie, l'une et l'autre arpentant le trottoir de la rue Saint-Denis dès le soir venu. 

## Scènes pornographiques
1. Le détective rentre chez lui retrouver son épouse. Pour fêter son nouveau travail, il a acheté du champagne (Fellation, Pénétration vaginale).
2. Les deux employées de M. Loiseau, le propriétaire de la galerie d'art, se retrouvent dans un appartement dès la sortie de leur travail. Le détective, qui les a suivies, les mitraille de son appareil photos (lesbianisme).
3. Corinne, la camériste, retrouve ses collègues prostituées avec qui elle arpente le trottoir. Un client passe, monte avec elle, et lui demande de se déguiser en petite fille (Fellation, Pénétration vaginale).
4. Vêtue de manière provocante, Agathe se fait aborder dans une salle de jeux vidéo et s'enfuit effarouchée. Mais ce n'est qu'une comédie car elle rejoint aussitôt son client dans une chambre d'hôtel (Fellation, Pénétration vaginale).
5. M. Loiseau a retenu sa secrétaire, Agathe, après le travail. Se servant des photographies remisent par le détective, il la fait chanter et l'oblige à se plier à ses désirs avec l'aide de deux complices (Fellation, Pénétration vaginale, sodomie). Malgré ses protestations, elle est contrainte de céder (double pénétration).
6. Le détective espionne Corinne tandis qu'elle est avec un client, un prédicateur un peu illuminé. Passe une prostituée qui l'entraine dans sa chambre (Fellation, Pénétration vaginale, sodomie).
7. Le détective s'est décidé à monter avec Corinne. Il lui a laissé carte blanche et celle-ci s'est déguisée en hôtesse (Fellation, Pénétration vaginale, éjaculation faciale).
8. Son client prédicateur est retourné voir Corinne qui, pour l'occasion, s'est déguisée en veuve en se vêtant d'un voile et de dessous noirs (Fellation).
9. Agathe fait le trottoir devant le Jardin des Tuileries. Une voiture de maître avec un jeune couple s'arrête et l'embarque. Une fois dans la voiture, le couple l'ignore (Fellation). Elle prend son argent et descend en les invectivant.
10. Le détective s'est résolu à avouer la supercherie à Corinne. Par la même occasion il lui avoue son amour (Fellation, Pénétration vaginale, éjaculation faciale).
11. Agathe est payée par une femme pour offrir un dernier plaisir à son mari qui est dans un fauteuil roulant. Elle réalise un striptease mais l'homme la refuse, lui dit aimer sa femme et lui conseille de changer de vie. Agathe verse une larme. Elle retrouve Corinne et le détective dans un bar qui lui annonce avoir mis fin au chantage de Loiseau. Les deux filles sont folles de joie mais le serveur du bar subtilise subrepticement quelques photos.

## Fiche technique
- Titre : Du boudoir au trottoir
- Réalisation et scénario : Michel Ricaud
- Distribution et Production : Marc Dorcel
- Musique originale : Marc Dorcel
- Durée : 90 min
- Date de sortie : 1988
- Pays :  France
- Genre : pornographique

## Distribution
- Anna Fischer (Isabelle Torilla) : l'épouse du détective
- Héléna Mirelli : Agathe, la secrétaire
- Gérard Luig : le détective
- Alain L'Yle : le prédicateur
- Jean-Paul Bride :
- Laura Valérie : une prostituée
- Nadia Natt :
- Jérome Proust :
- William Gray :
- Philippe Soine :
- Victor Vallet (Jacques Marbeuf) : l'homme en fauteuil roulant
- Christine Lichen :
- Sophie Dinard :
- Emmanuelle Vincent (Caroline Laurie) : Corinne, la camériste
- Marie Price :
- Viviane Morand :
- J. B. Doll :